# Tarters Rois
Els Tarters Rois és un fons de vall del terme de Sarroca de Bellera, al Pallars Jussà, en el territori de l'antic terme de Benés.
Estan situats al capdamunt del riu de Manyanet, del qual és la capçalera occidental; té al seu nord-est el Cap de Llevata. Són al vessant meridional del Tuc de Moró i el Tossal de la Mina, a la dreta del barranc del Cap de Llevata.